# Eun-dong, tình yêu của tôi
Eun-dong, Tình yêu của tôi (tiếng Hàn: 사랑하는 은동아; Romaja: Saranghaneun Eundonga) là một bộ phim truyền hình Hàn Quốc 2015 với sự tham gia của Joo Jin-mo và Kim Sa-rang. Phim phát sóng trên jTBC vào thứ sáu và thứ bảy lúc 20:40 gồm 16 tập bắt đầu từ ngày 29 tháng 5 năm 2015.

## Phân vai
- Joo Jin-mo vai Ji Eun-ho/Park Hyun-soo
- Kim Sa-rang vai Seo Jung-eun/Ji Eun-dong
- Baek Sung-hyun vai Park Hyun-soo 27 tuổi
- Yoon So-hee vai Ji Eun-dong 23 tuổi
- Park Jinyoung vai Park Hyun-soo 17 tuổi[6]
- Lee Ja-in vai Ji Eun-dong 13 tuổi
- Kim Tae-hoon vai Choi Jae-ho
- Kim Yoo-ri vai Jo Seo-ryung
- Kim Yoon-seo vai Park Hyun-ah
- Lee Young-lan vai mẹ của Hyun-soo
- Jung Dong-hwan vai ba của Hyun-soo
- Nam Kyung-eup vai Coach Seo
- Seo Kap-sook vai Madam Park
- Park Min-soo vai Ra-il
- Mi-jung vai Madam Park
- Kim Yong-hee vai Lee Hyun-bal
- Kim Min-ho vai Go Dong-gyu
- Kim Mi-jin vai Go Mi-soon
- Jang Ki-yong vai Lee Seok-tae